# それ行け宇宙パトロール
『それ行け宇宙パトロール』（それいけうちゅうパトロール）は、あさりよしとおによる日本のSF漫画作品である。

## 概要
怪しげなものがうごめく宇宙の辺境をパトロールする日々を描くギャグ漫画である。生きている海や「真空を汲みこまれる」という表現など、古典SFの様々なパロディが散見される作品である。
後に『宇宙家族カールビンソン』にて一部の設定を変更・追加して登場する。

## 登場人物
ジュン・サンダーボルト
プロローグでのみ登場。地位は大佐。
エリートコースを歩む女性で、宇宙巡洋艦「U.S.Sロブスター号」の艦長を務める。作者によれば、苗字のサンダーボルトは第二話を「栄転！サンダーボルト」にするためであったらしい。
源さん
プロローグでのみ登場。目が隠れるようなヘアスタイルをしている。
バレイショウ・フルネルソン
真空中にいても首だけになっても死なない不死身の岩石人間。地位は提督。
Vol.1より宇宙巡洋艦「U.S.Sロブスター号」の艦長を務める。名前の元ネタはイギリス海軍提督のホレーショ・ネルソンから。辺境の様々な現象への対処法を知っているが、常識に照らし合わせるといささか不可解な対応も多い。
番外編にて、とある不注意からの事故により辺境に左遷されたことが明かされる。
『カールビンソン』では“辺境宇宙パトロールの提督”として登場。アニカを含めた可住惑星に接近する敵性体と日々戦っている。
チーフ
三毛猫を二足歩行にしたような外観を持った辺境パトロール艦の乗員。フルネルソン提督と共に登場回数は多い。
チーフは地位名と見られ、詳しい名前は明かされていない。
『カールビンソン』ではパトロールの各艦に彼らネコが最低1人配属されていて航法と操船を受け持つ生体端末であり、戦闘時に登録した位置座標を基準にネコ同士が情報共有して機動を行う。彼らが搭載されたことで嵩張るコンピュータや位置測定装置を減らし、空いた分を武装とエンジンに回したことで辺境パトロール艦は破格の性能を獲得している。
サムス
番外編にて登場した少女。フルネルソン提督とチーフの乗る宇宙船で密航を試みた。

## 掲載誌
プロローグ
プチアップルパイ6号
Vol.1-16
S-Fマガジン1986年10月号-1987年7月号
番外編
S-Fマガジン1987年1月臨時増刊号

## 単行本
- プロローグ
- Vol.1-16
  - 『元祖宇宙家族カールビンソン 新装版』徳間書店〈少年キャプテンコミックス・スペシャル〉1988年
  - 『宇宙家族カールビンソン オリジナル』徳間書店〈少年キャプテンコミックス・スペシャル〉1995年
- 番外編
  - 『あさりよしとお短編集』徳間書店〈アニメージュコミックス・スペシャル〉1989年
  - 『あさりよしとお短編集』徳間書店〈少年キャプテンコミックス・スペシャル〉1994年